# 日置神社 (高島市)
日置神社（ひおきじんじゃ）は、滋賀県高島市今津町酒波（さなみ）にある神社である。式内社論社で、旧社格は郷社。

## 祭神
- 素盞嗚命
- 日置宿禰命

## 神紋
- 十六枚菊

## 歴史
往古、酒波岩劔大菩薩と呼ばれていた。河上郷の惣社である。明治9年（1876年）に郷社に列した。

## 社家
神職は、布留宮家が代々世襲する。

## 祭礼
- 例祭（川上祭）4月18日

## 文化財等
- 五輪石塔 - 関白頼道塔と呼ばれる。高さ8尺。

## 周辺
- 酒波寺
- 梅原日吉神社
- 弓削神社
- 今津総合運動公園